# شاران راي
شاران راي (بالإنجليزية: Charan Rai)‏ هو لاعب كرة قدم هندي في مركز الهجوم، ولد في 6 مارس 1989 في الهند. لعب مع نادي إيست بنغال ونادي محمدان.

## وصلات خارجية
- شاران راي على موقع قاعدة بيانات كرة القدم.إي يو (الإنجليزية)
- شاران راي على موقع Soccerway.com (الإنجليزية)

1. ↑  طريق كرة القدم.كوم (باللغات المتعددة), QID:Q24192203